# Monument national de Grand Portage
Monument national du Grand Portage, est un monument national américain situé dans une forêt boréale sur la rive nord du Lac Supérieur au nord-est du Minnesota dans le but de préserver un centre vital de l’activité de la Traite des fourrures mais aussi un héritage de la culture locale Ojibwé.

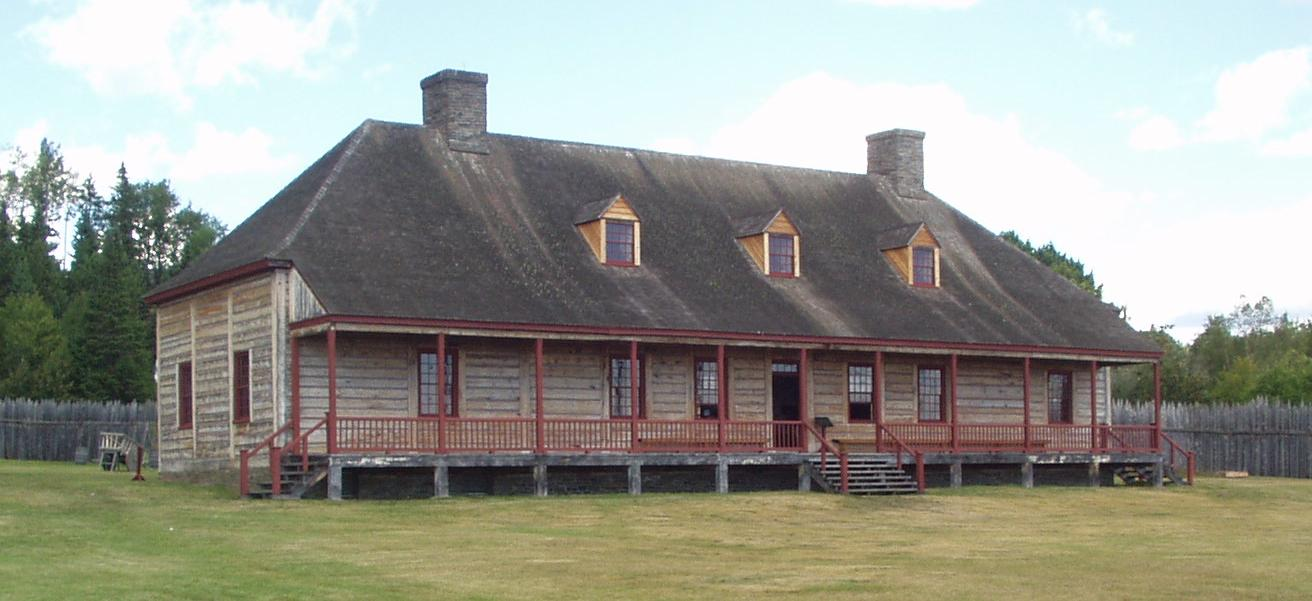
Le grand hall à Grand Portage

Le Grand Portage lui-même est un sentier pédestre qui contourne plusieurs chutes d’eau sur la rivière Pigeon à quelques kilomètres en amont de l’endroit où la rivière se jette dans le lac Supérieur. Ce chemin fait partie de la route commerciale historique empruntée par les coureurs des bois entre leurs camps d’hiver où ils chassaient et leurs dépôts situés plus à l’est qu’ils approvisionnaient durant l’été. Cette route, qui est composée de la rivière Pigeon et d’autres voies d’eau  mais aussi de plusieurs zones de portages, revêtait une importance considérable à l’époque préindustrielle. La route reliait en effet l’intérieur du Canada aux premières colonies situées plus à l’Est. Sur une longueur de 80 km à partir du lac Supérieur, cette route traversait les hauteurs reliant le bassin hydrographique de la rivière Pigeon à celui plus au nord de la rivière à la Pluie. Cette route permettait en fait de passer le dénivelé des Laurentides. Ce chemin crée une liaison entre le bassin versant de l’océan Arctique et celui des  Grands Lacs menant par le fleuve Saint-Laurent jusqu’à océan Atlantique.

## Histoire
2 000 ans plus tôt, les amérindiens aux États-Unis utilisaient probablement déjà le Kitchi Onigaming (“la place du grand déplacement”) pour se déplacer entre leurs maisons d’été près du lac Supérieur jusqu’à leurs camps de chasse hivernale dans l’intérieur du Minnesota et de l’Ontario. En 1729, le guide Cris Auchagah dessina une carte pour les premiers commerçants de fourrure français pour leur montrer comment rejoindre les rives du lac Winnipeg. Le Grand Portage devint rapidement la voie d’accès principale entre les zones intérieures riches en fourrures et les villes orientales où les fourrures étaient vendues à destination du monde entier et en particulier de l’Europe. 

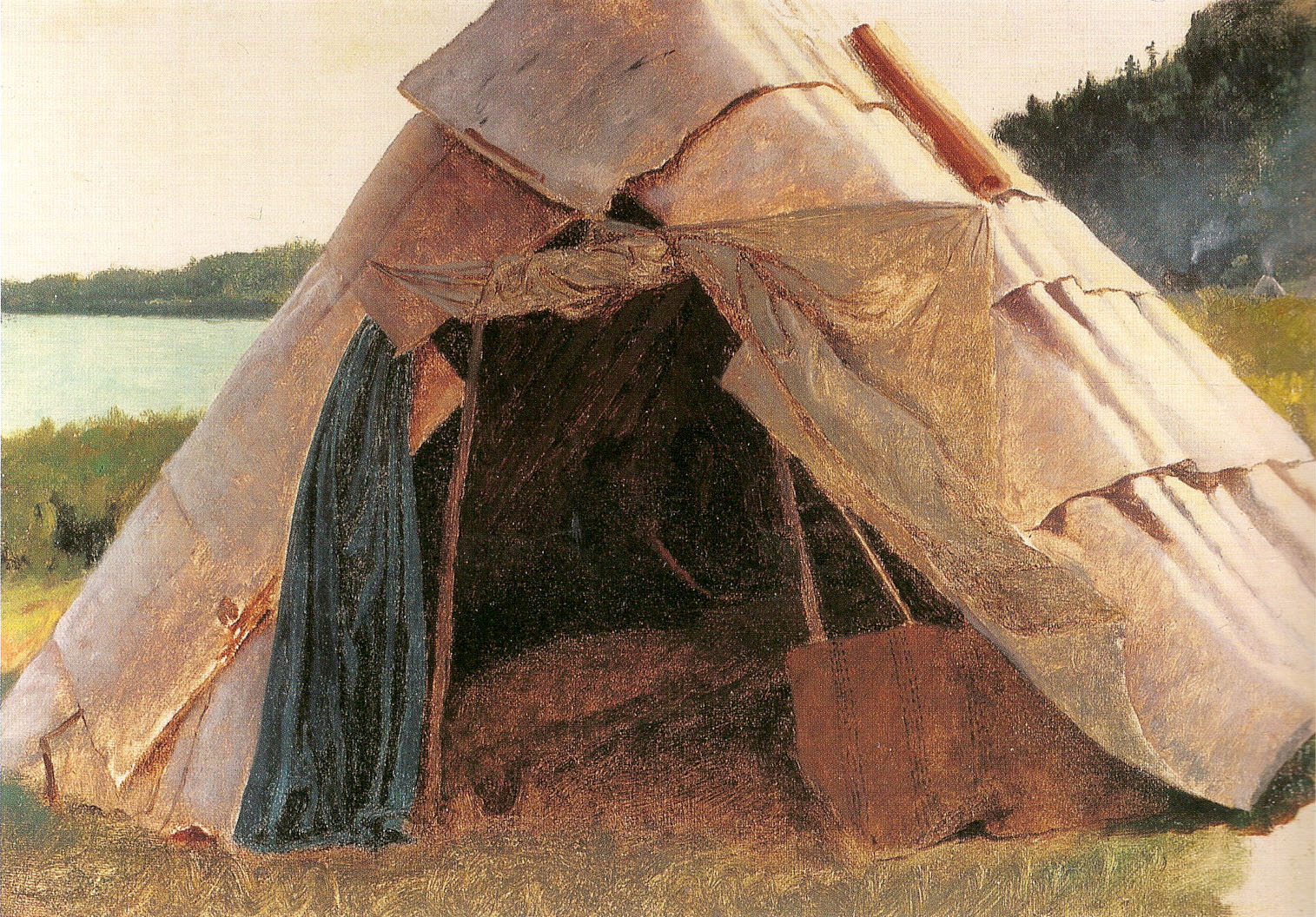
Ojibwe Wigwam à Grand Portage peinture de Eastman Johnson en 1857

Le sentier de Grand Portage en lui-même fait environ 14 km et il relie Grand Portage (Minnesota) au Fort Charlotte sur la rivière Pigeon.  Les coureurs des bois conduisaient leurs fourrures en canot jusque Fort Charlotte pour que leurs fourrures soient ensuite portées jusqu'à Grand Portage. À cet endroit, ils vendaient leurs fourrures à des acheteurs de compagnies de la région de Montréal. Les trappeurs se ravitaillaient ensuite en différents articles avant de retourner dans leurs zones de chasse.    

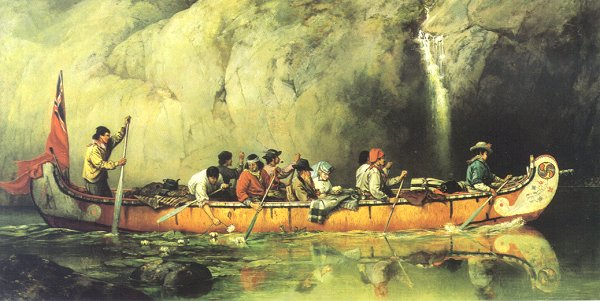
Coureurs des bois pagayent un canoë pour contourner une chute d’eau en Ontario, peinture de Frances Anne Hopkins en 1869

Mi-juillet 1802, les associés de la plus grande compagnie du commerce de la fourrure en Amérique du Nord, la Compagnie du Nord-Ouest, se réunirent dans leur grand entrepôt situé à Grand Portage (Minnesota) et votèrent pour déplacer leur quartier général d’été le long du lac Supérieur 80 km plus au nord à l’embouchure de la rivière Kaministiquia (rivière). Ces personnes étaient en effet favorable au Canada et souhaitaient s’éloigner des tout nouveaux États-Unis. 
Le vote signifiait qu’il fallait démonter, transporter et reconstruire les 18 constructions du camp en bois (sapin, pin). Le nouveau fort se nomma Fort William.
À nouveau ouvert en 1951 sous le nom de site national historique de Grand Portage et promu Monument national américain en 1958, la zone d’environ 287 hectares se situe à l’intérieur de la réserve indienne Ojibwé de Grand Portage. Le tout nouveau dépôt construit en souvenir met en avant le commerce de la fourrure et la culture Ojibwé. Il fut également ajouté au Registre national des lieux historiques en 1966.

## Attractions et évènements
Le sentier de portage existe toujours et les visiteurs peuvent parcourir les presque 14 km entre le lac Supérieur et l’amont des cascades situées sur la rivière Pigeon. Des guides expliquent comment se déroulait la vie à l’époque.  